# Férfi 200 méteres síkfutás a 2011. évi nyári európai ifjúsági olimpiai fesztiválon
A 2011. évi nyári európai ifjúsági olimpiai fesztiválon az atlétikai versenyszámokat Trabzonban rendezték. A férfi 200 méteres síkfutás előfutamait július 27.-én, az elődöntőit július 28.-án, a döntőjét pedig július 29.-én rendezték.

## Selejtező
Minden selejtezőcsoport első 2 helyezettje (Q) illetve a további legjobb 2 időeredménnyel (q) rendelkező sportoló jutott tovább az elődöntőbe.
| H  | F | Név                     | Nemzet             | E     | Mj   |
| -- | - | ----------------------- | ------------------ | ----- | ---- |
| 1  | 1 | Ilya Siratsiuk          | Fehéroroszország   | 21.52 | Q PB |
| 2  | 2 | Adam Jablonski          | Lengyelország      | 21.59 | Q    |
| 3  | 1 | Thomas Holligan         | Egyesült Királyság | 21.59 | Q PB |
| 4  | 2 | Gautier Dautremer       | Franciaország      | 21.62 | Q PB |
| 5  | 3 | Marcus Lawler           | Írország           | 21.62 | Q PB |
| 6  | 3 | Giacomo Isolano         | Olaszország        | 21.79 | Q PB |
| 7  | 1 | Maximilian Ruth         | Németország        | 21.80 | q PB |
| 8  | 3 | Marek Bakalar           | Csehország         | 21.85 | q    |
| 9  | 1 | Sen Furkan              | Törökország        | 21.95 |      |
| 10 | 3 | Robin Vanderbemden      | Belgium            | 21.98 |      |
| 11 | 2 | Luis Neves              | Portugália         | 22.01 |      |
| 12 | 2 | Luka Zontar             | Szlovénia          | 22.02 |      |
| 13 | 2 | Kolbeinn Hodur Olafsson | Izland             | 22.09 | PB   |
| 14 | 3 | Dmitrii Sychev          | Oroszország        | 22.11 |      |
| 15 | 3 | Morten Madsen           | Dánia              | 22.16 | PB   |
| 16 | 1 | Rait Veesalu            | Észtország         | 22.17 |      |
| 17 | 1 | Otto Ahlfors            | Finnország         | 22.24 | PB   |
| 18 | 1 | Alexandru Terpezan      | Románia            | 22.26 | PB   |
| 19 | 2 | Adrian Perez            | Spanyolország      | 22.57 |      |
| 20 | 3 | Reinis Kreipans         | Lettország         | 22.84 |      |
| 21 | 2 | Viktor Sarnjai          | Szerbia            | 22.99 |      |
| 22 | 2 | Giorgi Azarashvili      | Grúzia             | 23.48 |      |
| -  | 3 | Siarhei Kresa           | Fehéroroszország   | -     | DNS  |
| -  | 1 | Samuel Jacko            | Szlovákia          | -     | DNF  |

## Döntő
| H     | Név               | Nemzet             | E     | Mj |
| ----- | ----------------- | ------------------ | ----- | -- |
| Arany | Thomas Holligan   | Egyesült Királyság | 21.46 | PB |
| Ezüst | Ilya Siratsiuk    | Fehéroroszország   | 21.55 |    |
| Bronz | Marek Bakalar     | Csehország         | 21.57 | PB |
| 4     | Adam Jablonski    | Lengyelország      | 21.58 |    |
| 5     | Marcus Lawler     | Írország           | 21.61 | PB |
| 6     | Gautier Dautremer | Franciaország      | 21.75 |    |
| 7     | Maximilian Ruth   | Németország        | 21.87 |    |
| 8     | Giacomo Isolano   | Olaszország        | 22.02 |    |